# 世界冠軍摔角
世界冠軍摔角（英語：World Championship Wrestling，縮寫：WCW），是美國的摔角聯盟之一，成立於1988年，它一開始是作為隸屬於國家摔角聯盟（NWA）的區域推廣聯盟，而在泰德·透納與透納廣播公司收購蓋推廣聯盟後，改名為環球摔角公司（英語：Universal Wrestling Corporation，縮寫：UWC），但在不久後隨即改為現在的名稱。創辦人為泰德·透納（Ted Turner），解散前，負責人為艾瑞克·比绍夫（Eric Bischoff）。
1990年代中期，由於使用艾瑞克·比紹夫為執行製片人，聘請霍克·霍肯，並推出了WCW Monday Nitro，WCW的提高了其經濟的穩定，進而產生週一收視戰和世界新秩序等創新概念。然而，許多經濟和創意方面的問題，導致世界冠軍摔角喪失其領先地位，而其失去觀眾並導致它衰退的各種因素已經在職業摔角業界被廣泛記載。Nitro is the best,至2001年為止，世界冠軍摔角被透納廣播公司及後來的時代華納所擁有，直到2001年，世界冠軍摔角部分選定遺產被主要競爭對手世界摔角聯盟，也就是現在的世界摔角娛樂所收購。2001年以來，世界冠軍摔角的圖片和影片片段已經廣泛分佈在世界摔角娛樂的媒體資源上，此外許多以世界冠軍摔角為主題的文章和DVD已經出版。
世界冠軍摔角以兩個獨立的子公司所繼承。世界冠軍摔角公司（英語：WCW Inc.）是世界摔角娛樂於2001年成立的子公司，擁有世界冠軍摔角的媒體庫和其他知識產權。其餘世界冠軍摔角之實體單位，其中保留若干責任義務如某些選手之保障合同並非由世界摔角娛樂所收購，而是更名回環球摔角公司（英語：Universal Wrestling Corporation），並於2013年7月登記為時代華納的駐點於喬治亞州子公司。

## 外部連結
- 世界冠軍摔角官方網站 （页面存档备份，存于）
- DDT文摘 - 世界冠軍搏鬥結果及評價 （页面存档备份，存于）
- WWE.com-WCW世界重量級冠軍變革（页面存档备份，存于）
- 世界冠軍摔角冠軍變革（页面存档备份，存于）
- 中大西洋門戶-記錄大西洋中摔角歷史的網站 （页面存档备份，存于）